# Catocala oberthurii
Catocala oberthurii is een vlinder uit de familie van de spinneruilen (Erebidae). De wetenschappelijke naam van de soort werd in 1879 gepubliceerd door Jules Leon Austaut.
Deze soort komt voor in Europa en Noord-Afrika.